# Kråkkrassing
Kråkkrassing (Coronopus squamatus) är en ört inom familjen korsblommiga växter. 
Enligt Wahlenberg kallades växten på finlandssvenska hundatand.

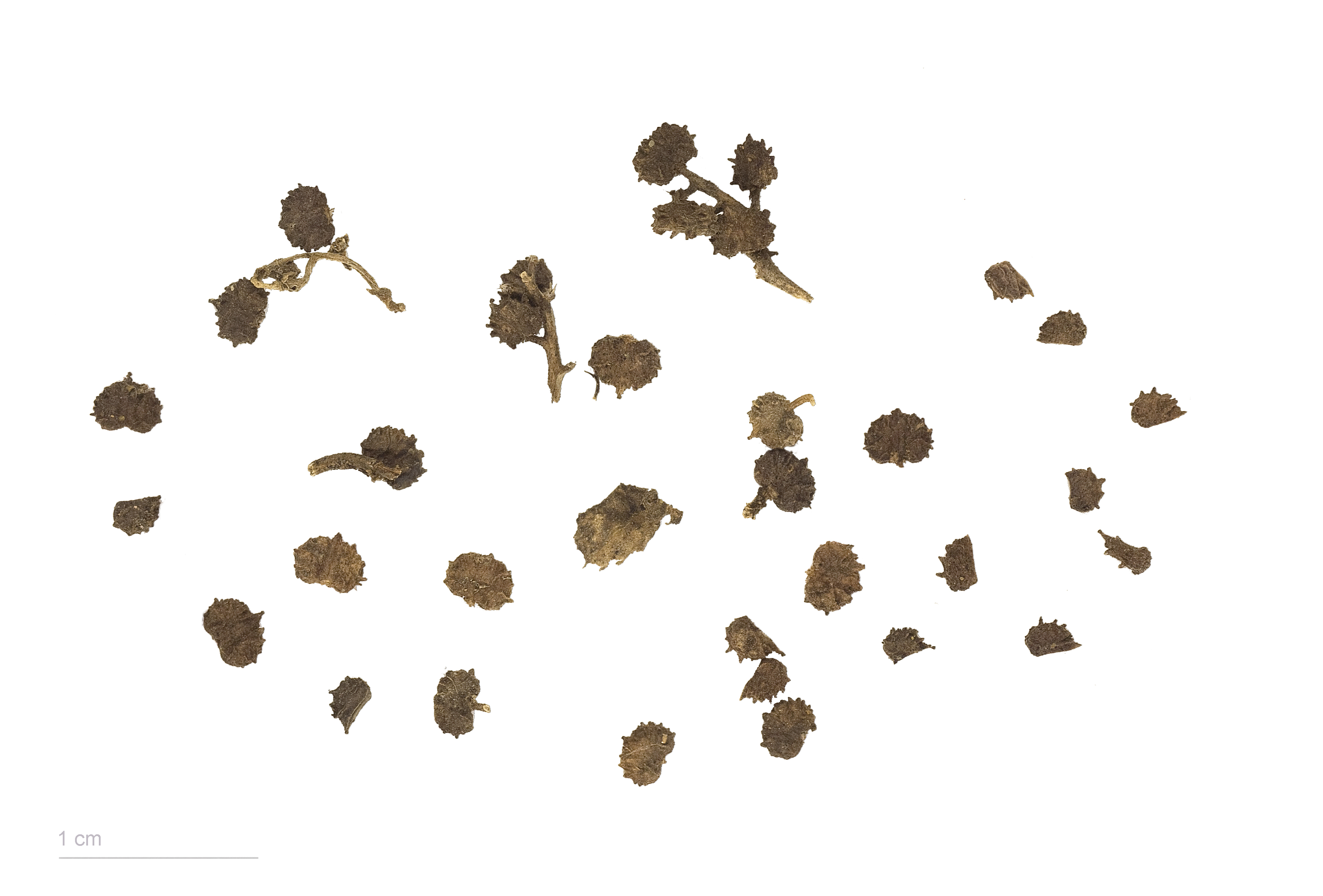
Lepidium coronopus.